# Hugo Hagen

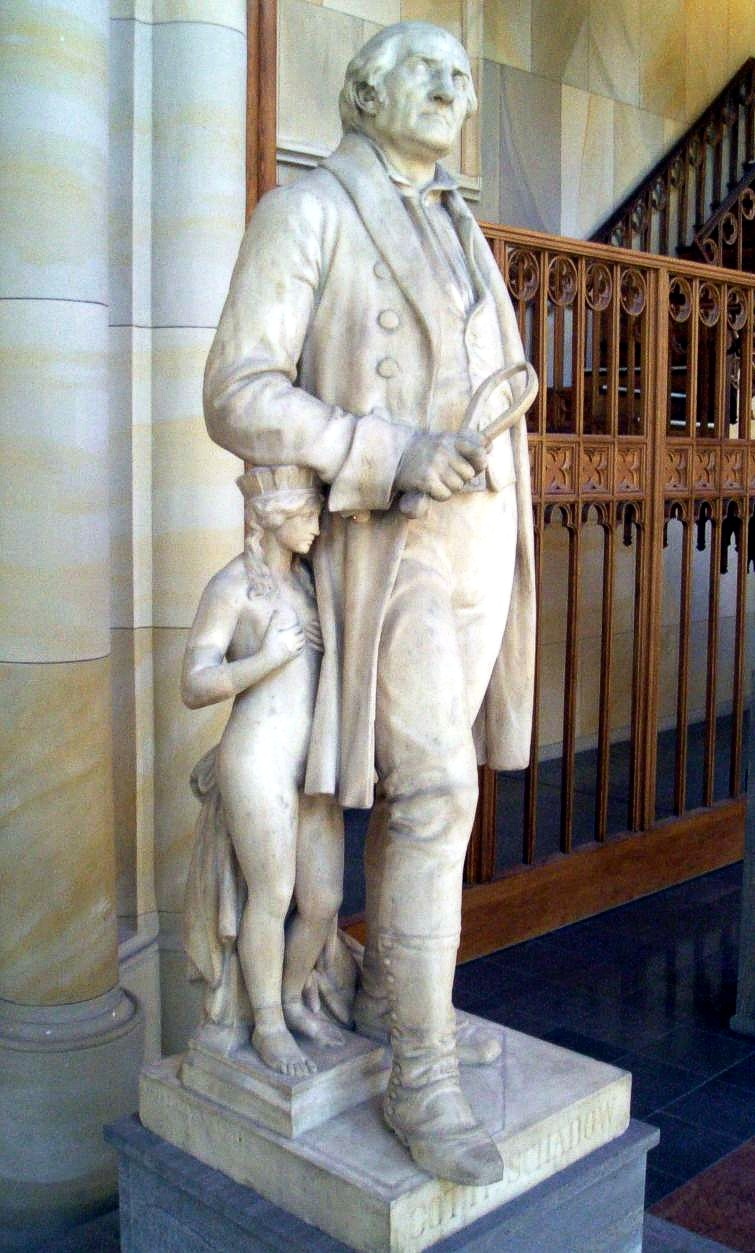
Johann Gottfried Schadow, con una figura de Berolina.

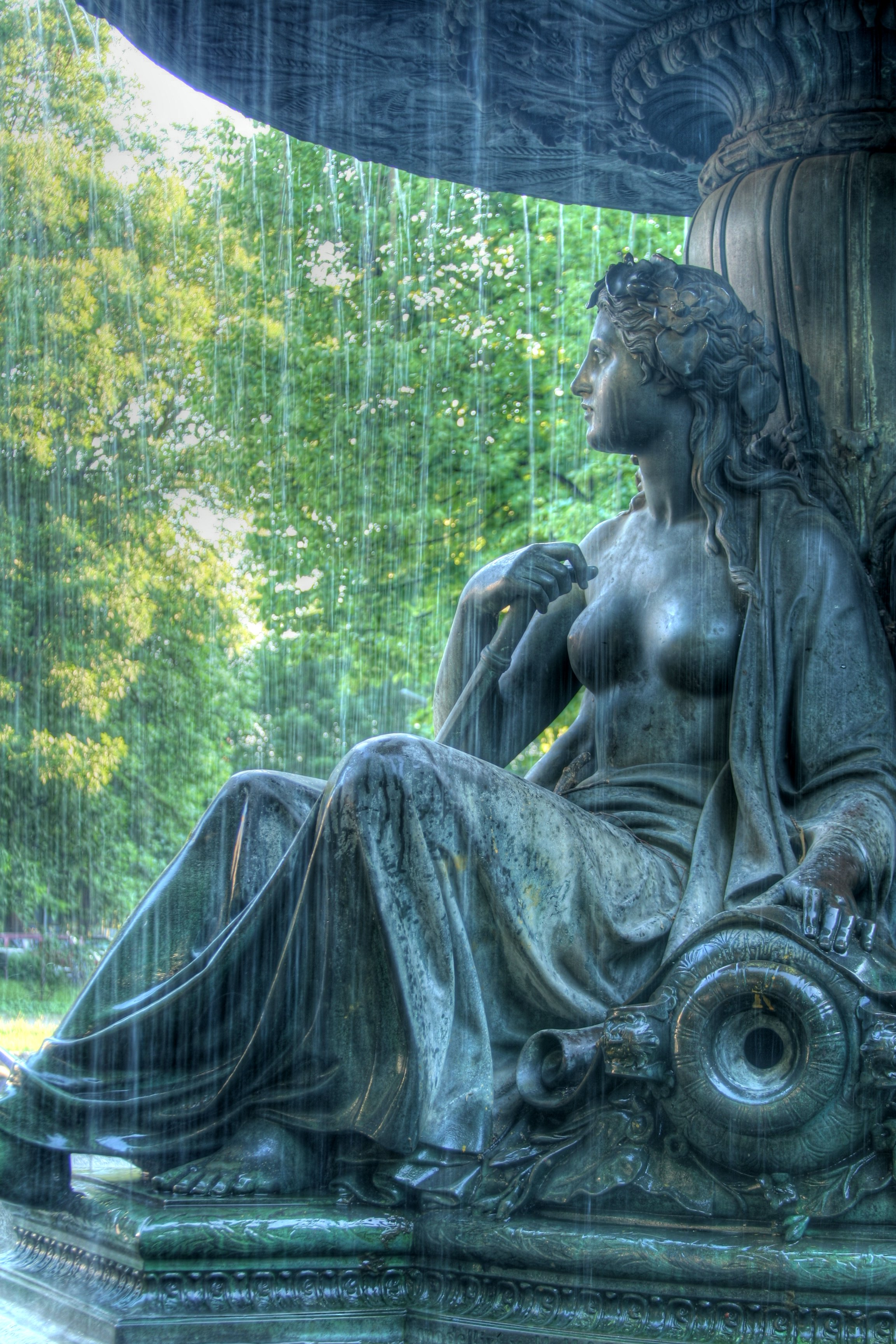
Figura alegórica representando al río Elba, en la Fuente de Wrangel (Wrangelbrunnen).

Hugo Hagen (1818 - 14 de abril de 1871, Berlín) fue un escultor alemán.

## Biografía
Fue un estudiante de Ludwig Wilhelm Wichmann. De 1842 a 1857, fue un asistente en los estudios de Christian Daniel Rauch, donde contribuyó a crear estatuas de Federico el Grande en el Unter den Linden, Albrecht Thaer en la Universidad Humboldt e Immanuel Kant en Königsberg. En 1865, se convirtió en el director del "Museo-Rauch". Después de la muerte temprana de Hermann Schievelbein, ayudó a completar el monumento a Heinrich Friedrich Karl vom Stein. También asistió a Rudolf Siemering a completar el "Münzfrieses" (Friso de la Moneda) de Johann Gottfried Schadow en la Antigua Ceca de Berlín.
Irónicamente, muchas de sus propias obras quedaron incompletas cuando murió.

## Obras destacadas
- 1860/1861: Grupo, "Gracia con Pegaso", en el tejado del Altes Museum.
- 1862: Monumento al Conde Federico Guillermo de Brandeburgo en la Leipziger Platz.
- 1866/1869: Monumento a Johann Gottfried Schadow en el porche del Altes Museum.
- 1866/1869: Finca Powerscourt, Condado de Wicklow, Irlanda. Dos caballos alados para el "Lago de Tritón" y figuras alegóricas de "Fama" y "Victoria", a partir de diseños de Rauch.
- 1866: "Wrangelbrunnen" (fuente), en honor al Mariscal Friedrich von Wrangel. La fuente no estuvo completa ni instalada hasta 1877. Originalmente en la Kemperplatz, actualmente en la esquina entre la Urbanstraße y la Grimmstraße en Berlín-Kreuzberg.